# Championnat du Nicaragua de football 1951
Navigation
Saison précédente Saison suivante
La Primera División 1951 est la quinzième édition de la première division nicaraguayenne.
Lors de ce tournoi, l'Aduana FC a conservé son titre de champion du Nicaragua face aux meilleurs clubs nicaraguayens.

## Bilan du tournoi
| Tableau d'Honneur |           |
| Compétition       | Vainqueur |
| Primera División  | Aduana FC |

| Promotions et relégations   |         |
| Relégué en Segunda División | Inconnu |
| Promu de Segunda División   | Inconnu |